# Laos i olympiska sommarspelen 2000
Laos deltog i de olympiska sommarspelen 2000 med en trupp bestående av tre deltagare, två män och en kvinna, men ingen av landets deltagare erövrade någon medalj.

## Friidrott
Herrarnas 100 meter
- Sisomphone Vongphakdy
  - Omgång 1 — 11.47 (→ gick inte vidare)

Damernas maraton
- Sirivanh Ketavong
  - Final — 3:34:27 (→ 45:e plats)